# Nudora gourbaultae
Nudora gourbaultae is een rondwormensoort uit de familie van de Monoposthiidae. De wetenschappelijke naam van de soort is voor het eerst geldig gepubliceerd in 1989 door Vanreusel & Vincx.